# Kostel svatého Mikuláše (Boletice)
Kostel svatého Mikuláše je původně románská stavba v Boleticích v okrese Český Krumlov. Byl postaven pravděpodobně v polovině 12. století. Nachází se na vyvýšenině zvané Olymp – jihovýchodně od původní obce. Díky své poloze patří mezi takzvané kostelce.

## Historie

### Středověk
První písemná zmínka o kostele je v darovací listině Přemysla Otakara II. z roku 1263. Nejstaršími částmi kostela jsou zdivo lodi a věž. V západní části kostela se nacházela tribuna. Na přelomu 13. a 14. století byla původní apsida na východním konci kostela nahrazena kolmo zakončeným kněžištěm, které bylo opatřeno středověkými freskami, dnes již jen zlomkovitě dochovanými. V roce 1400 začlenil papež Bonifác IX. kostel do zlatokorunského kláštera. Tím dostal opat kláštera možnost do boletického kostela dosazovat vlastní řeholníky. V 10. letech 15. století byla ke kostelu přistavěna sakristie se síťovou gotickou klenbou stejného typu, jaký je použit v milevském klášteře. 

### Novověk
V průběhu třicetileté války byl kostel mezi lety 1623 až 1625 barokně upraven a nově vymalován. Za panování císaře Karla VI. získala loď kostela v roce 1714 kazetový strop. V devatenáctém a první polovině dvacátého století prošel kostel několika opravami.

### Po druhé světové válce
Od roku 1947 se kostel nacházel na území vojenského újezdu, což vedlo k jeho postupnému zchátrání. Po sametové revoluci začala armáda investovat do jeho oprav. Došlo k výměně krovů, podlah a střechy. K 1. lednu 2016 byl kostel spolu s osadou Boletice vyčleněn z vojenského újezdu a připadl obci Kájov, která pokračuje v rekonstrukci.

## Středověké fresky

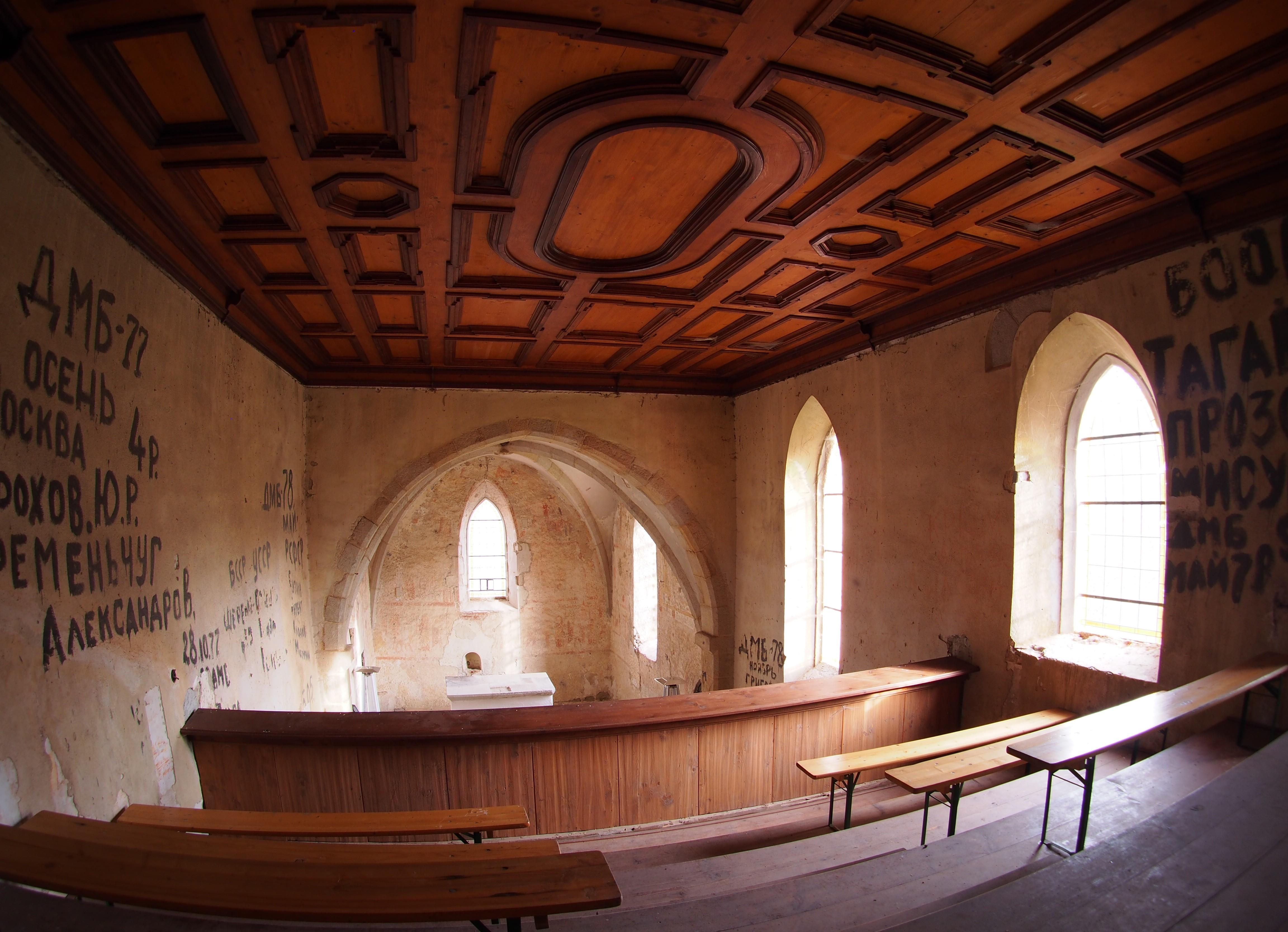
Pohled z kůru (2017)

Pole s freskami na stěnách kněžiště jsou uspořádány do čtyřech vodorovných pásů. V nejspodnějším pásu byla namalována drapérie, horní tři vyplňují výjevy z christologického cyklu. Cyklus postupuje odshora dolů, zleva doprava.

### První pás
Prvním výjevem je Zvěstování Panně Marii, následuje Navštívení Panny Marie, Narození Krista a Klanění tří králů. Ve výjevu Klanění tří králů stojí dětský Kristus Marii na klíně, pravou rukou žehná a levou ukazuje na tři červené růže, které Panna Maria drží v ruce. Obdobný motiv tří květů se u tohoto výjevu vyskytuje v žaltáři královny Elišky Rejčky, tam jsou ovšem květy bílé. První pás odshora je zakončen výjevem Obětování Páně.

### Druhý pás
První výjev druhého pásu je částečně zakryt mladší barokní malbou. Podle vyobrazení královské postavy a srovnáním s jinými christologickými cykly lze odhadnout, že se jedná o výjev Vraždění betlémských nemluvňátek. Na druhém výjevu je vyobrazeno dítě se svatozáří, které je do půl těla ponořeno v nádobě, zleva se k němu sklání žena se svatozáří a zprava stojí další jedna nebo dvě neurčité postavy. Podle Petra Pavelce je nejpravděpodobnější, že se jedná o výjev Narození, pojmenování a omytí sv. Jana Křtitele. Tento ne zcela obvyklý výjev se nachází již např. na klenbě baptisteria v Parmě z poloviny 13. století. Jediné další vyobrazení rituálního omývání sv. Jana Křtitele na území dnešního Česka je k vidění v kostele sv. Jana Křtitele v Pomezí poblíž Landštejna. Další čtyři výjevy jsou téměř zaniklé a nerozpoznatelné. Sedmým výjevem v druhém pásu je Křest Páně, následuje další nerozpoznatelný výjev a posledním výjevem je Vjezd Krista do Jeruzaléma.

### Třetí pás
První výjev ve třetím pásu se nacházel v místě, kde byl zhruba sto let poté vytvořen portál do nově přistavěné sakristie. Následují výjevy Omývání nohou apoštolům, Kristus veden biřici, Kristus korunovaný trnovou korunou a Bičování Krista. Na dalším výjevu je Jan Evangelista s Pannou Marií, kteří s bolestnými výrazy soucítí s Kristovým utrpením. Další dva výjevy se dochovaly opět jen útržkovitě. I z útržků lze poměrně jistě odhadnout, že se jedná o výjev Přibíjení Krista na kříž a Ukřižování dvou lotrů. Cyklus pak pokračuje výjevy Ukřižování Krista, Snímání Krista z kříže, Ukládání Krista do hrobu a Zmrtvýchvstání Krista a je zakončen velkým výjevem Posledního soudu, který se rozprostírá přes všechny čtyři pásy. Na výjevu Posledního soudu jsou na levé straně vyobrazeny také dvě postavy patřící pravděpodobně mecenášům přestavby a výmalby kostela. Mnišská postava by mohla patřit cisterciáckému opatovi nedalekého kláštera Zlatá Koruna Dětřichovi. Postava šlechtická by mohla patřit některému místnímu mecenáši z rodu Rožmberků nebo Bavorů ze Strakonic nebo přímo českému panovníkovi Václavu III. nebo Janu Lucemburskému. Mohlo by se také jednat pouze o alegorické postavy zastupující světskou a církevní moc.

### Inspirace a podobná díla
Kromě biblických textů mohla být autorovi fresek inspirací tehdy poměrně nedávno napsaná kniha Meditationes de vitae Christi, především ve výjevu Narození, pojmenování a omytí sv. Jana Křtitele nebo výjevu Ukřižování dvou lotrů předcházejícímu Ukřižování Kristovu. Mezi formálně podobná díla patří fresky v kostele sv. Jana Křitele v Janovicích nad Úhlavou (1300–1310), malby na jižním pilíři v kostele Narození Panny Marie v Písku (kolem 1310) a ilustrace kanovníka Beneše v Pasionálu abatyše Kunhuty (1320–1321).

## Galerie

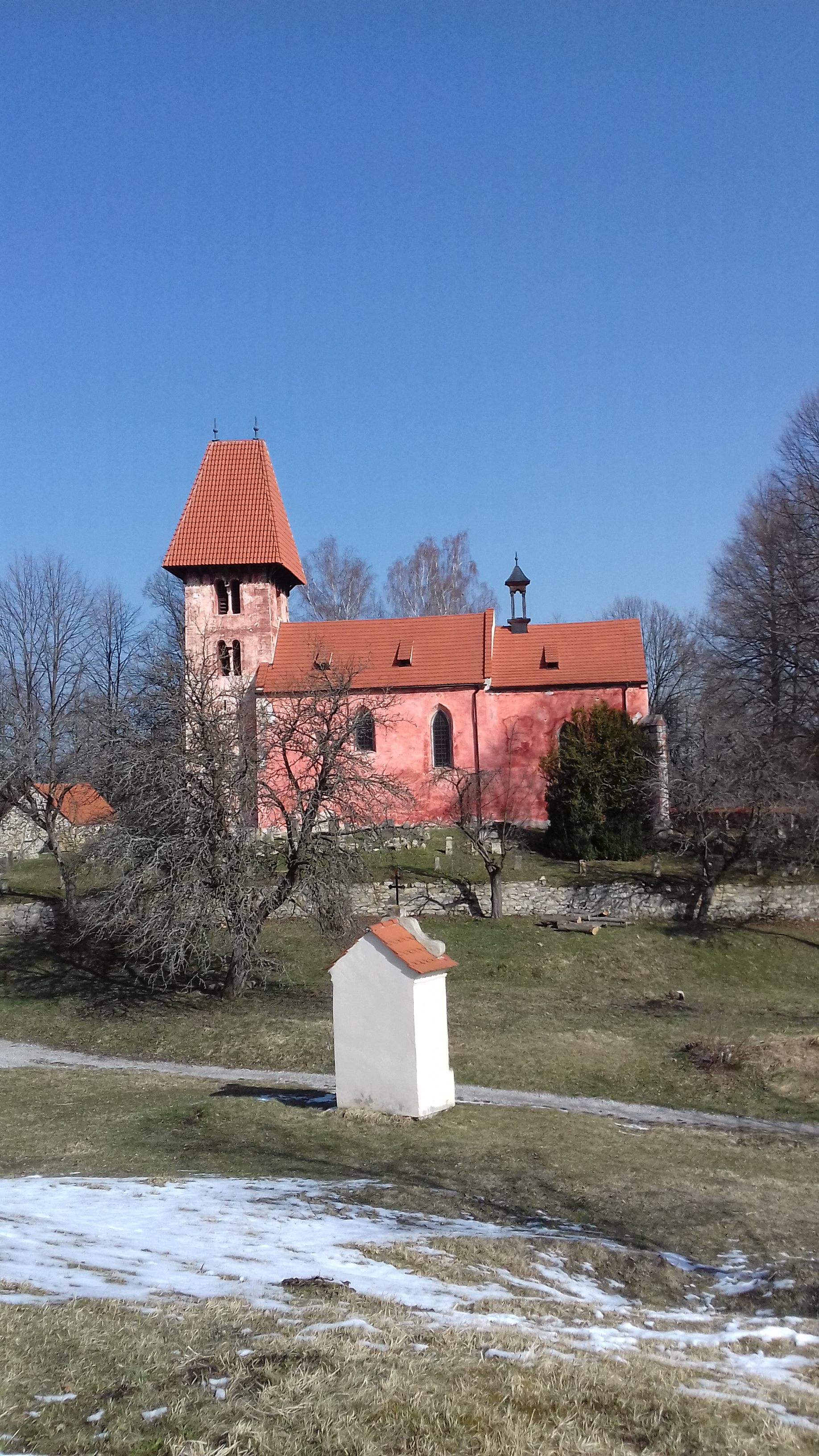
Kostel a kaplička
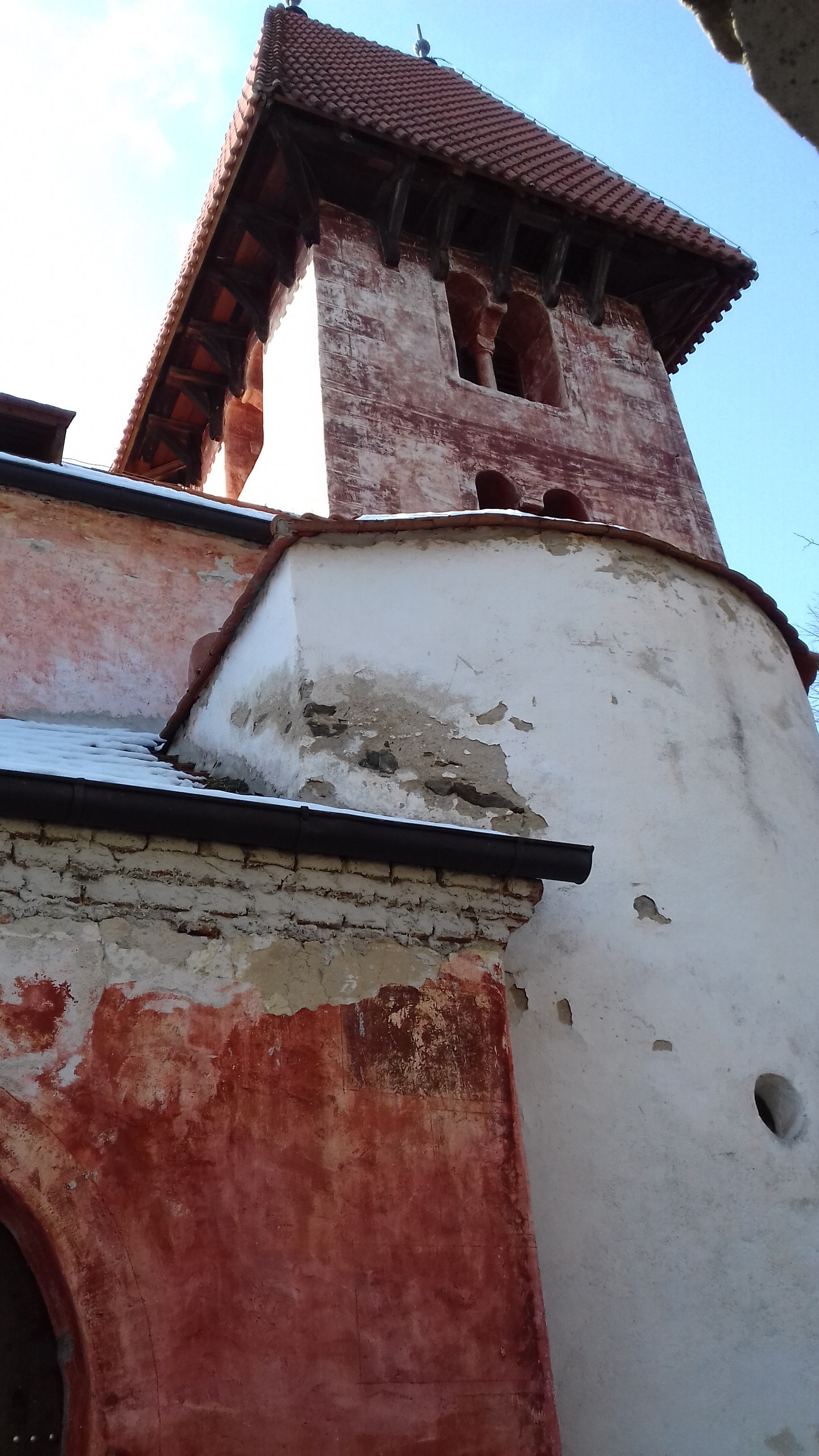
Kostelní věž
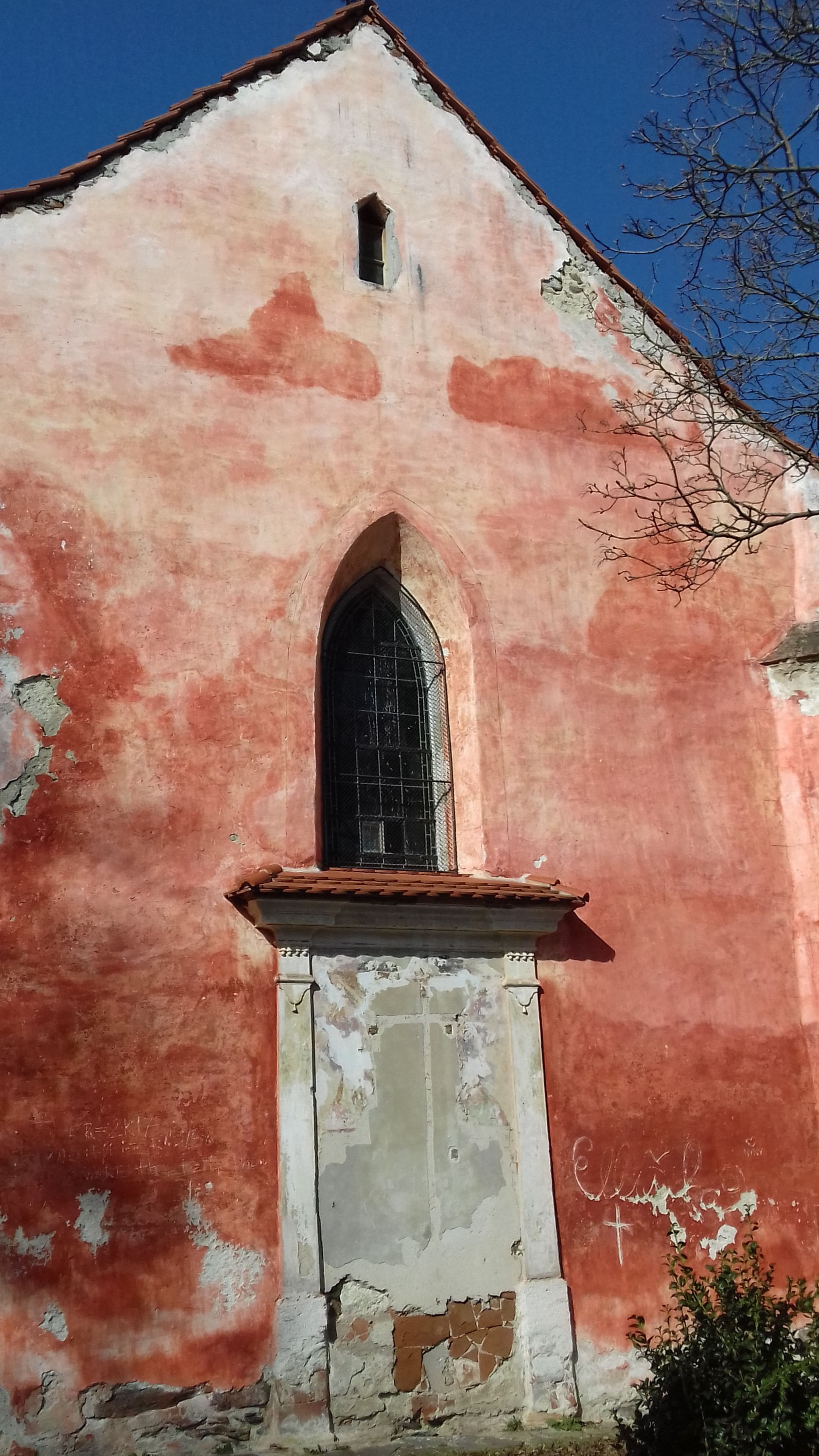
Zadní stěna s portálem
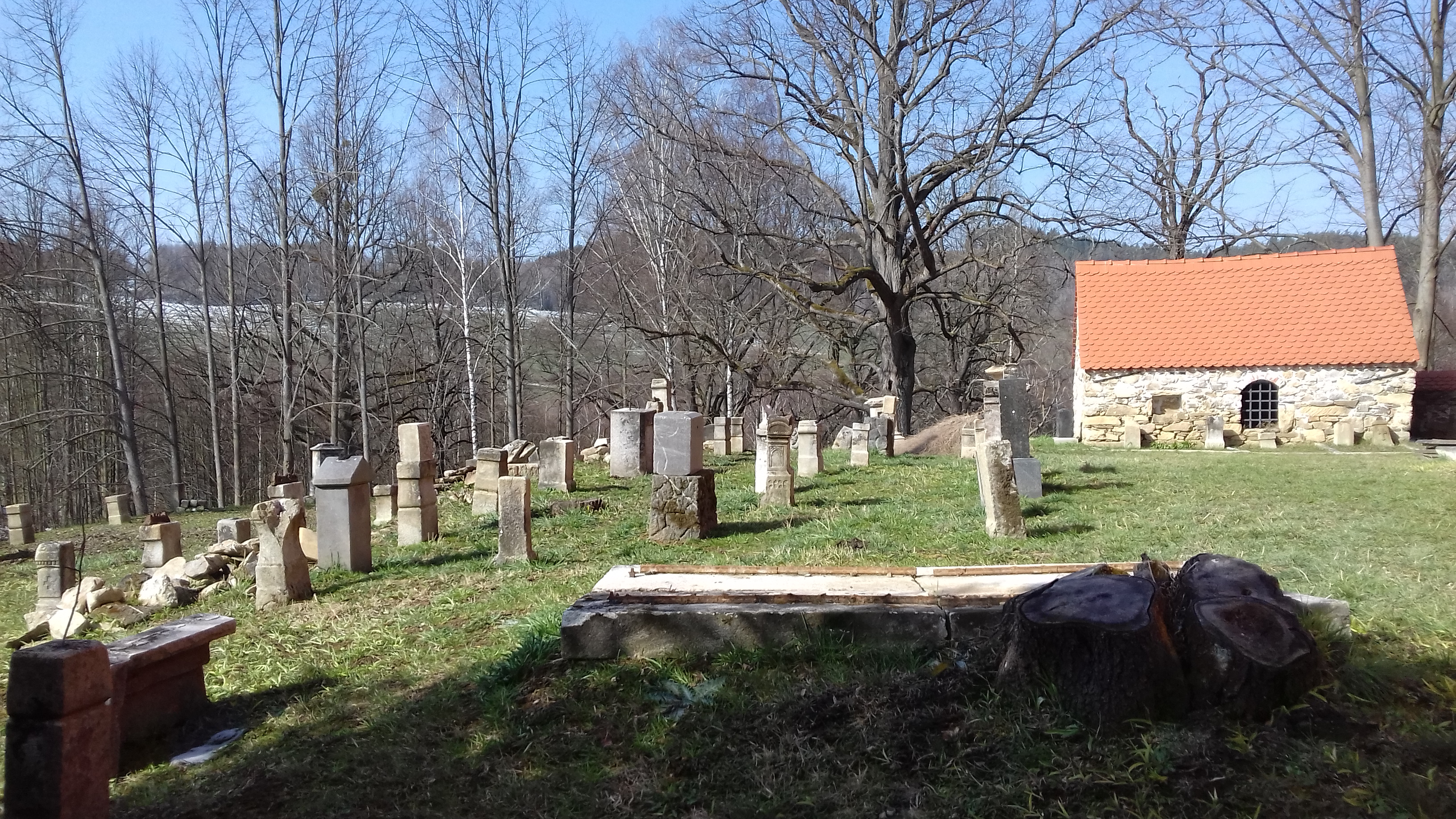
Hřbitov a márnice
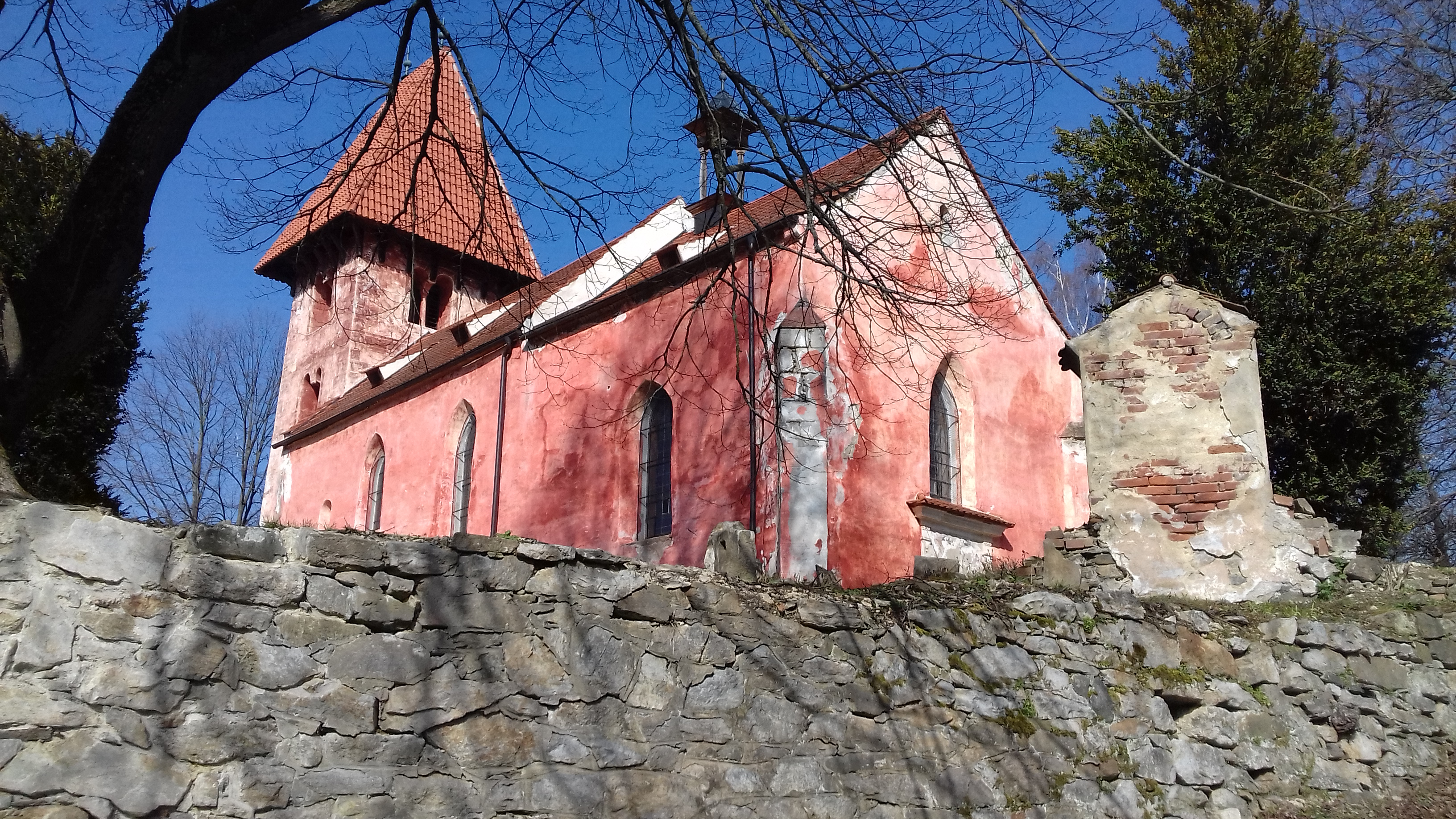
Kostelní zeď a kmen lípy
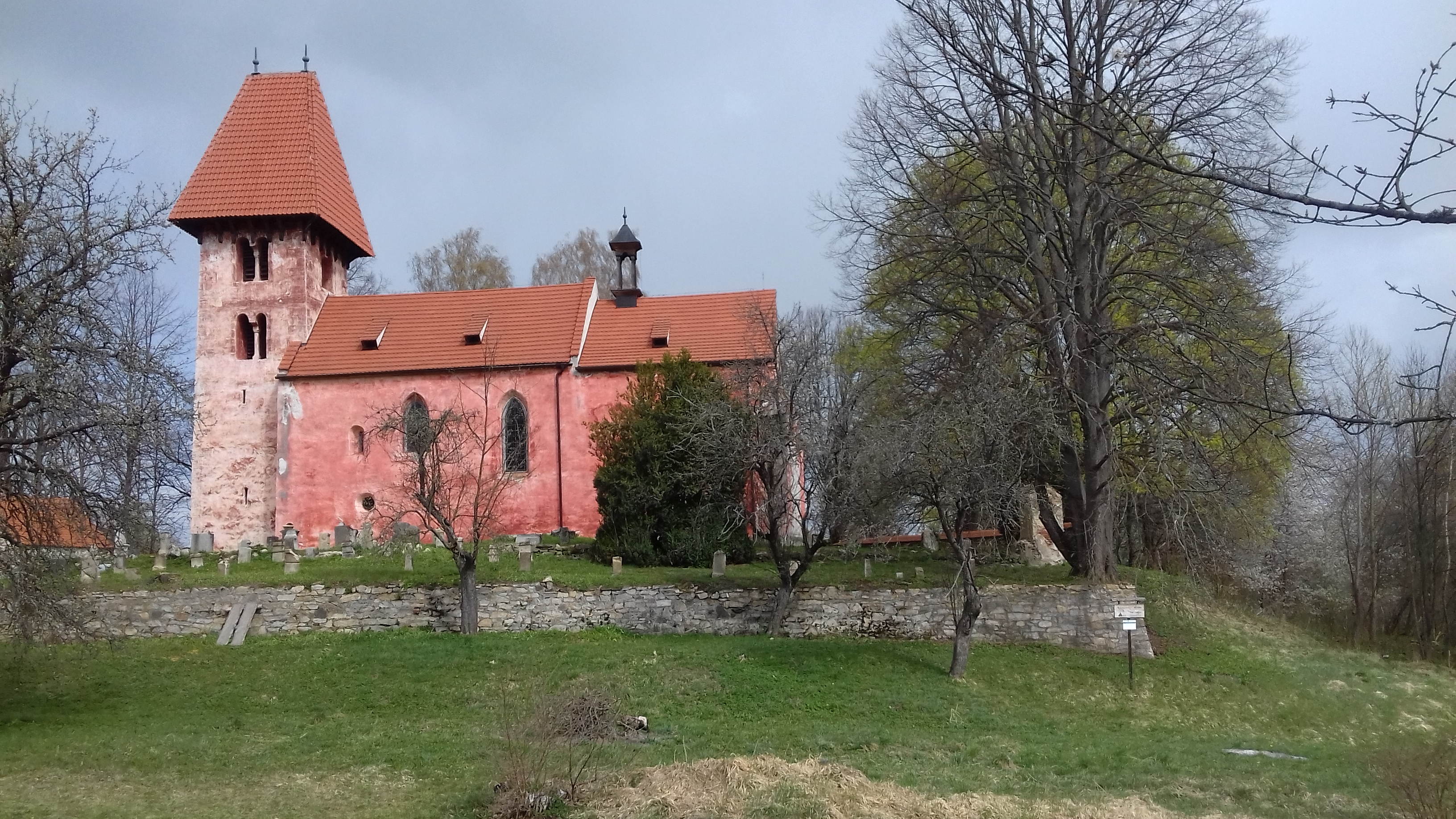
Významný strom (Tilia cordata)
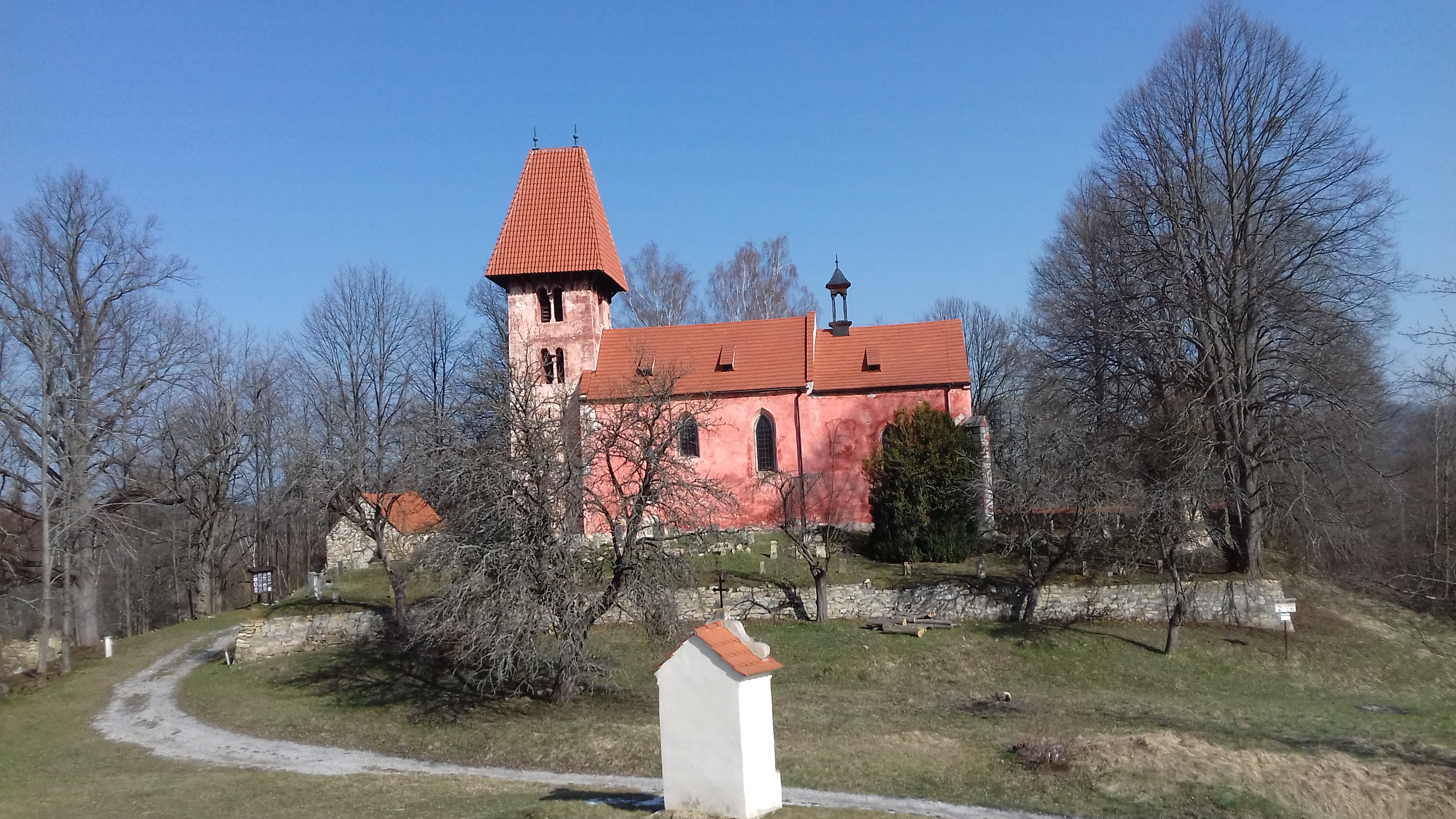
Areál kostela (2020)
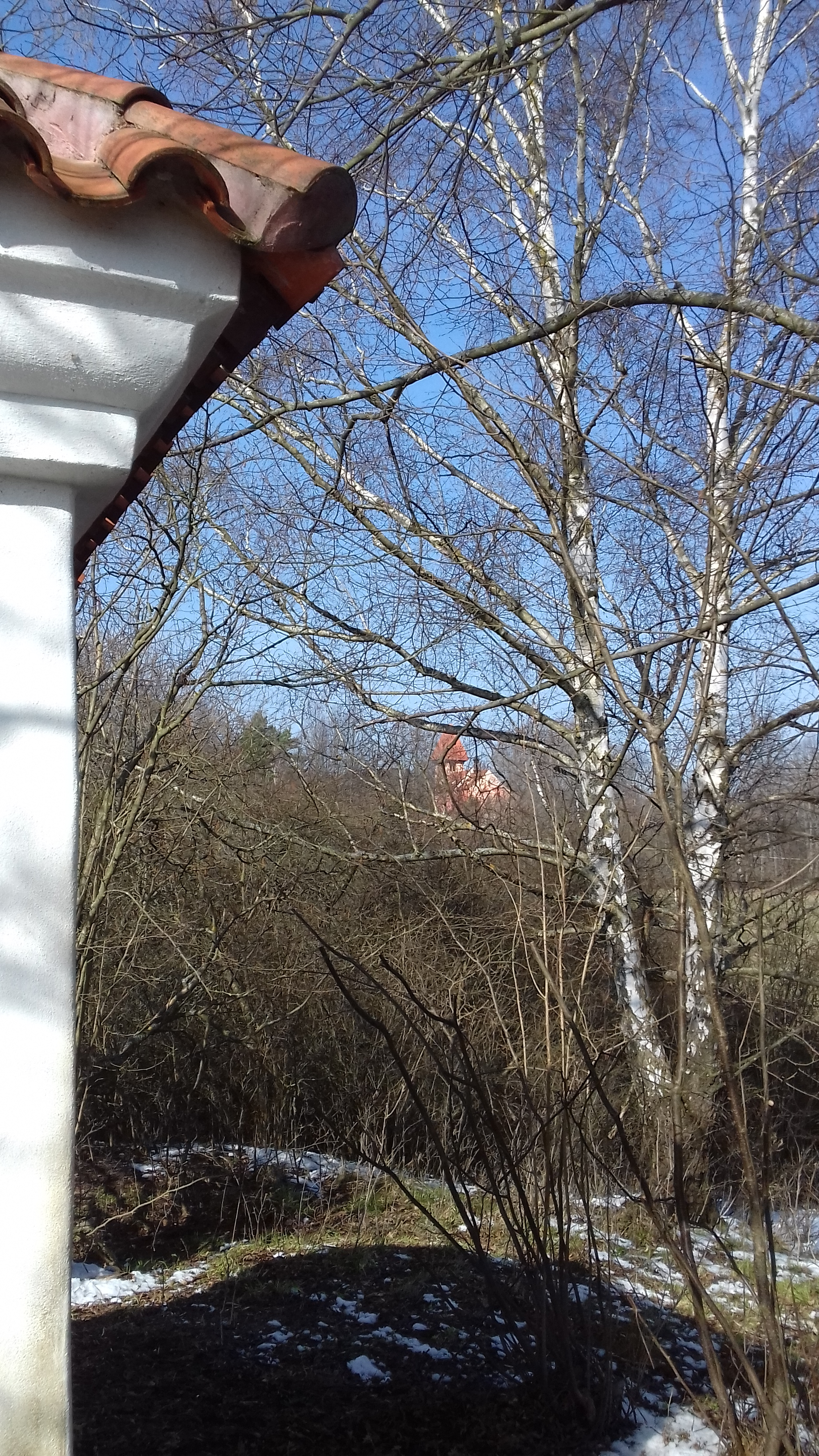
Kostel ve výhledu od Přelštic
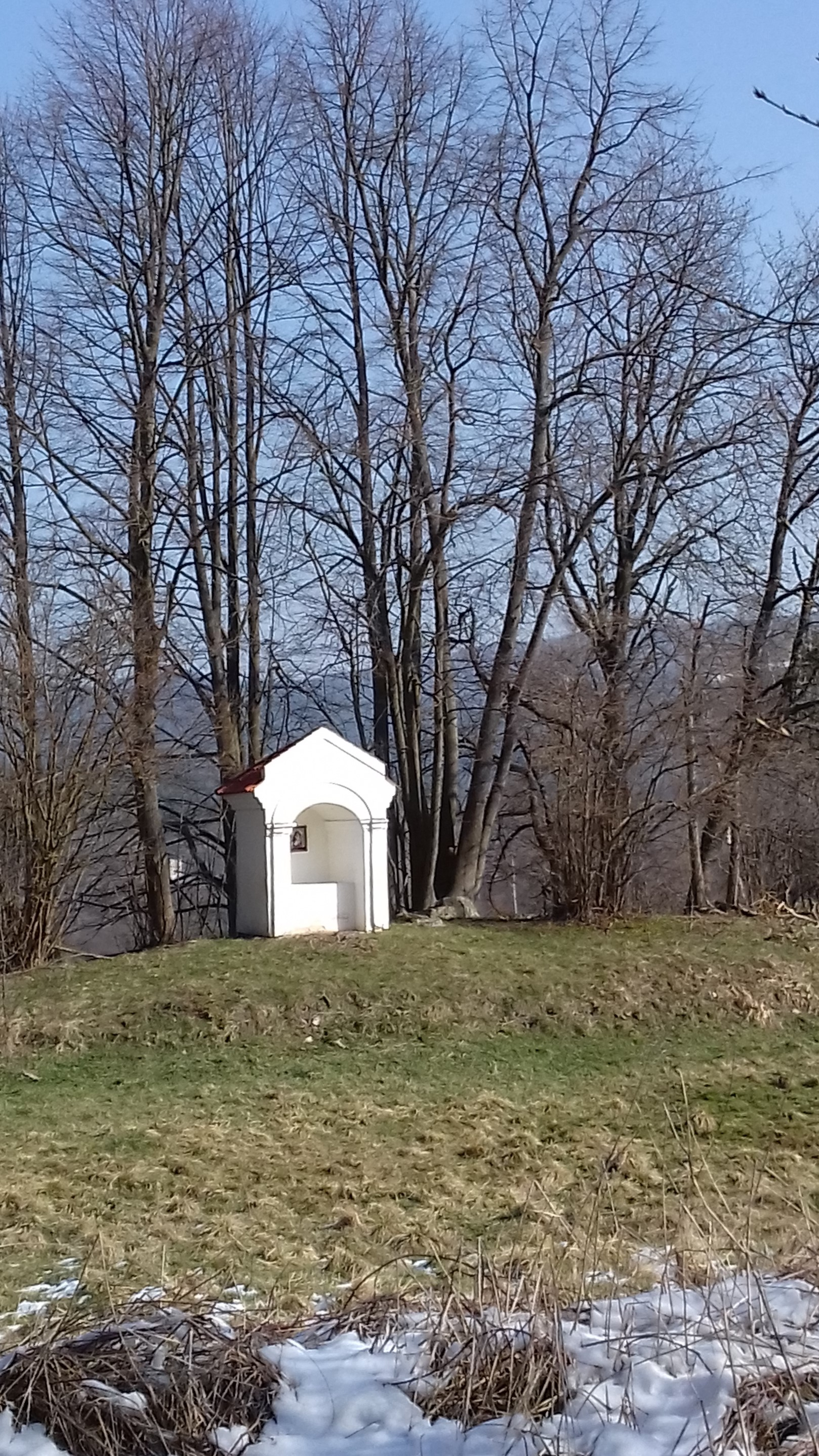
Kaplička na přelštické cestě
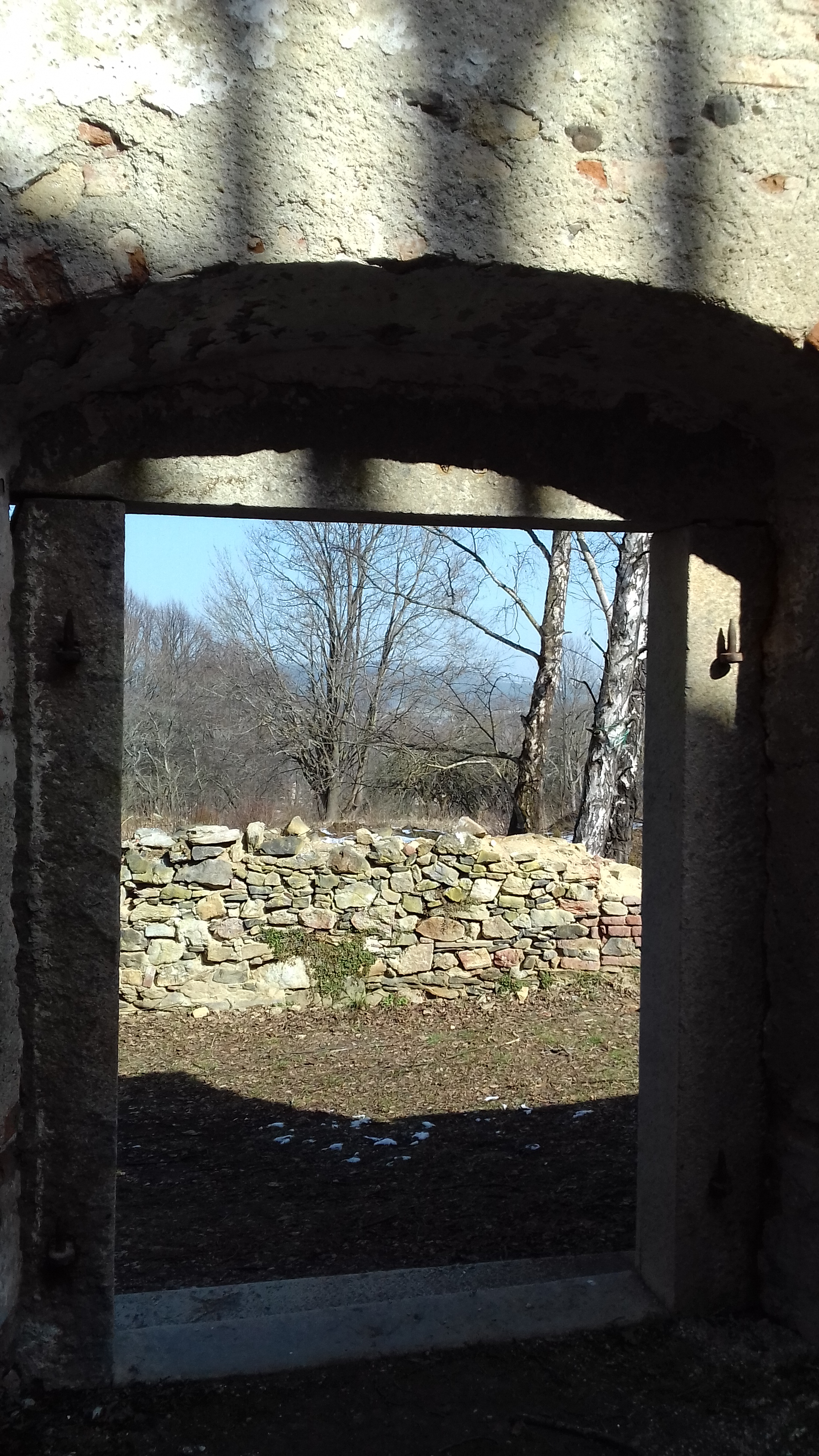
Vstupní portál